# Thorén & Lindskog
Thorén & Lindskog är ett bokförlag som startades 2008 av översättarna Jörn Lindskog och Johan Thorén. Förlaget specialiserade sig på utgivning av tyskspråkig litteratur från Tyskland, Österrike och Schweiz, men kom senare att också ge ut svensk originallitteratur.